# Бельмон (Нижний Рейн)
Бельмо́н (фр. Belmont) — коммуна на северо-востоке Франции в регионе Гранд-Эст (бывший Эльзас — Шампань — Арденны — Лотарингия), департамент Нижний Рейн, округ Мольсем, кантон Мюциг. До марта 2015 года коммуна административно входила в состав упразднённого кантона Ширмек (округ Мольсем).
Площадь коммуны — 10,34 км², население — 156 человек (2006) с тенденцией к росту: 172 человека (2013), плотность населения — 16,6 чел/км².

## Население
Население коммуны в 2011 году составляло 176 человек, в 2012 году — 174 человека, а в 2013-м — 172 человека.
| 1962 | 1968 | 1975 | 1982 | 1990 | 1999 | 2006 | 2008 | 2011 | 2012 | 2013 |
| ---- | ---- | ---- | ---- | ---- | ---- | ---- | ---- | ---- | ---- | ---- |
| 160  | 158  | —    | —    | —    | 147  | 156  | 169  | 176  | 174  | 172  |

Динамика населения:

## Экономика
В 2010 году из 114 человек трудоспособного возраста (от 15 до 64 лет) 79 были экономически активными, 35 — неактивными (показатель активности 69,3 %, в 1999 году — 67,3 %). Из 79 активных трудоспособных жителей работали 74 человека (40 мужчин и 34 женщины), 5 числились безработными (четверо мужчин и одна женщина). Среди 35 трудоспособных неактивных граждан 9 были учениками либо студентами, 10 — пенсионерами, а ещё 16 — были неактивны в силу других причин.